# Кольтур
Ко́льтур (фар. Koltur, дат. Kolter, Kolterø) — один из островов Фарерского архипелага, расположенный в его центральной части. До отъезда последних жителей был наименьшим по площади из населённых островов. На Кольтуре расположен национальный парк и два старинных поселения, в одном из которых открыт краеведческий музей, посвящённый жизни крестьян в эпоху викингов.

## Название
Остров получил своё название от расположенной на нём горы Кольтусхеамар (фар. Kolturshamar), чьё название, в свою очередь, происходит от древнескандинавских слов koltr («холм») и hamarr («скала»). Существует также неподтверждённая версия, согласно которой название острова происходит от английского слова colt, означающего «жеребёнок», и, таким образом, связано с названием соседнего острова Хестур (с фар. — «лошадь»).

## География

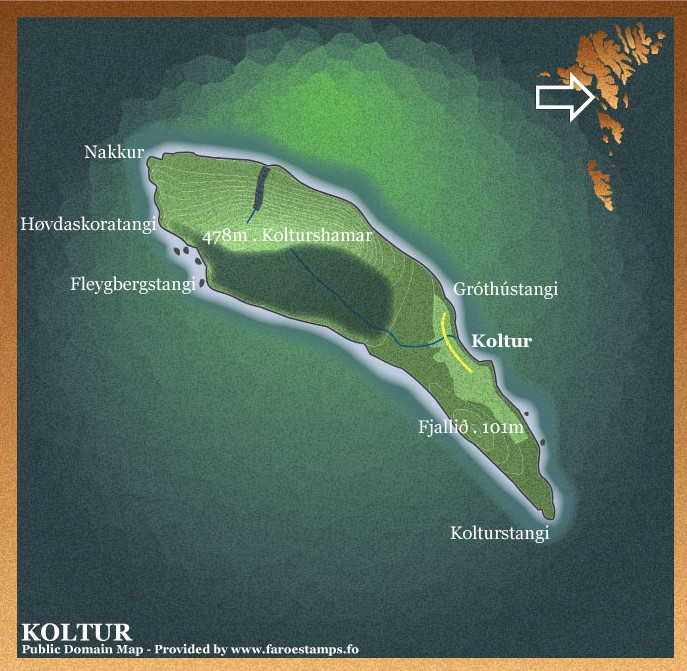
Карта острова

Кольтур расположен к западу от Стреймоя, к северо-западу от Хестура и к юго-востоку от Воара. Административно остров относится к коммуне Торсхавн, входит в регион Стреймой.
Площадь острова — 2,3 км². Вокруг острова также расположено пять маленьких островков и скал.
На севере острова находится гора Кольтусхеамар, также иногда называемая Уппи-оа-Одж (фар. Uppi á Oyggj), являющаяся наивысшей точкой Кольтура (477 метров над уровнем моря). На юге острова расположена возвышенность Фьядли (фар. Fjallið; дословно — «гора»), имеющая высоту 101 метр. Между возвышенностями располагается узкая полоса равнинной местности, на которой размещены постройки и пастбища. Ранее большая часть этой территории использовалась для земледелия.
Для острова с довольно малой площадью биологическое разнообразие на Кольтуре достаточно высоко. На острове присутствует более 300 видов растений, птиц и беспозвоночных. Причинами столь высокого биоразнообразия являются доступность острова для проникновения различных живых организмов, а также одновременное наличие на ограниченной территории как низменности с плодородной землёй, так и почти пятисотметровой возвышенности.
Большая часть побережья острова признана ключевой орнитологической территорией и является важным местом гнездования морских птиц, особенно качурок, тупиков и чистиков.

## История

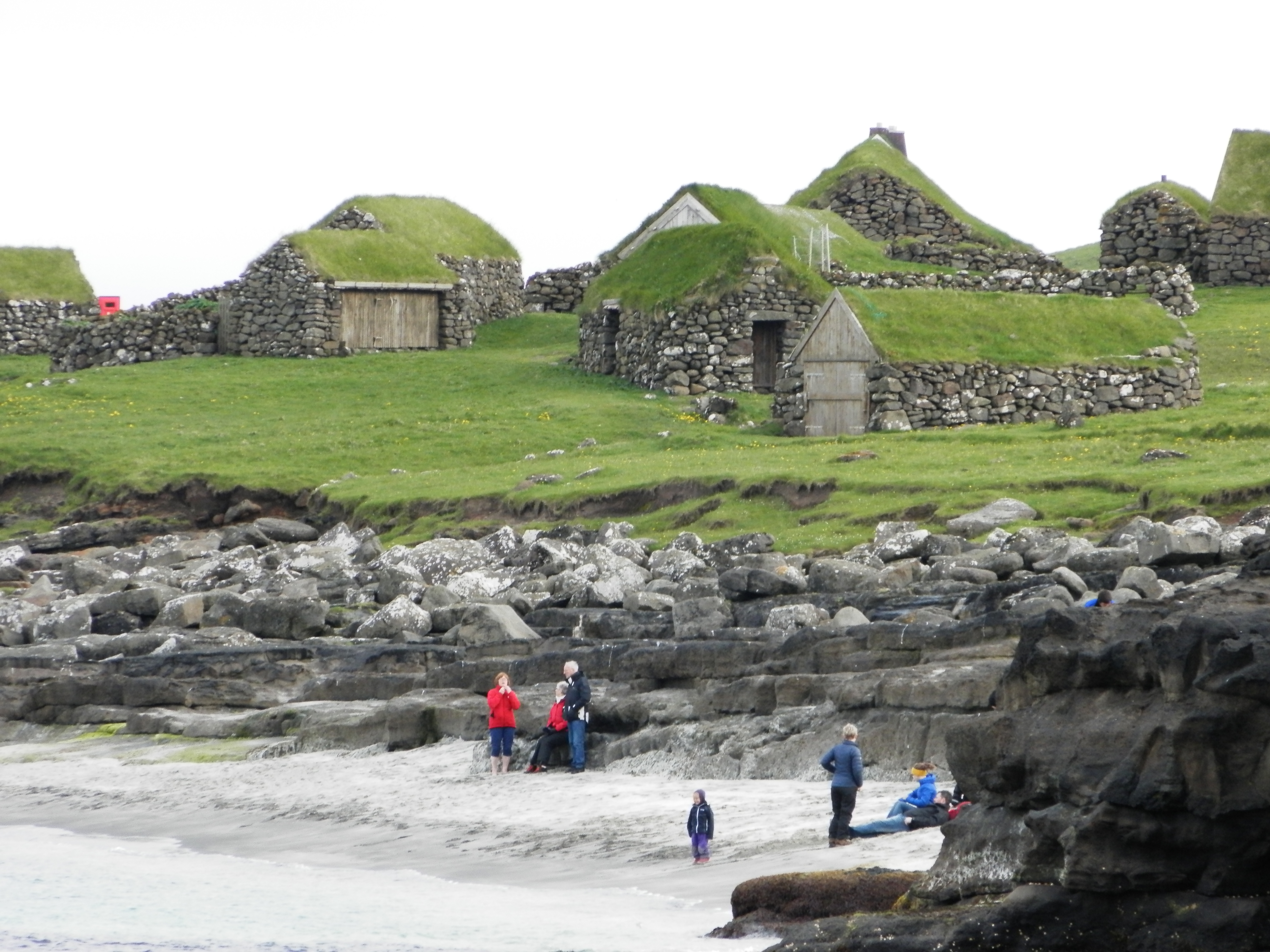
Вид на Хайма-уй-Хуси с берега

На острове расположены два поселения. Более старое из них, называющееся Хайма-уй-Хуси (фар. Heima í Húsi), состоит из двух ферм: Нири-уй-Хуси (фар. Niðri í Húsi) и Уппи-уй-Бу (фар. Uppi í Búð). К северу от Хайма-уй-Хуси находится поселение Норури-уй-Джери (фар. Norðuri í Gerði), которое, в свою очередь, состоит из ферм Уттеари-уй-Стову (фар. Uttari í Stovu) и Иннеари-уй-Бу (фар. Innari í Búð). Археологические исследования показали, что люди жили в Хайма-уй-Хуси уже в эпоху викингов, в IX—X вв. Первое письменное упоминание двух поселений Кольтура содержится в описи королевских владений, датируемой 1584 годом.
Согласно записанным в середине XX века рассказам обитателей острова, до Реформации на Кольтуре были свои церковь и часовня. В то время для проведения обрядов приезжал священник из Чирчубёвура, но после того, как в результате несчастного случая священник утонул, жителям Кольтура пришлось плавать сначала в Чирчубёвур, а с 1910 года — на Хестур, где к тому времени была построена собственная церковь. В XIX веке на Кольтуре появилось кладбище, находящееся в 600 метрах к северо-западу от Норури-уй-Джери. В последний раз захоронение здесь производилось в 1954 году.
На острове никогда не было школы. Раз в месяц в течение недели с детьми на Кольтуре проводил занятия школьный учитель с Хестура. Это продолжалось до тех пор, пока дети не достигали определённого возраста, после чего переезжали на какой-либо другой остров для поступления в школу.

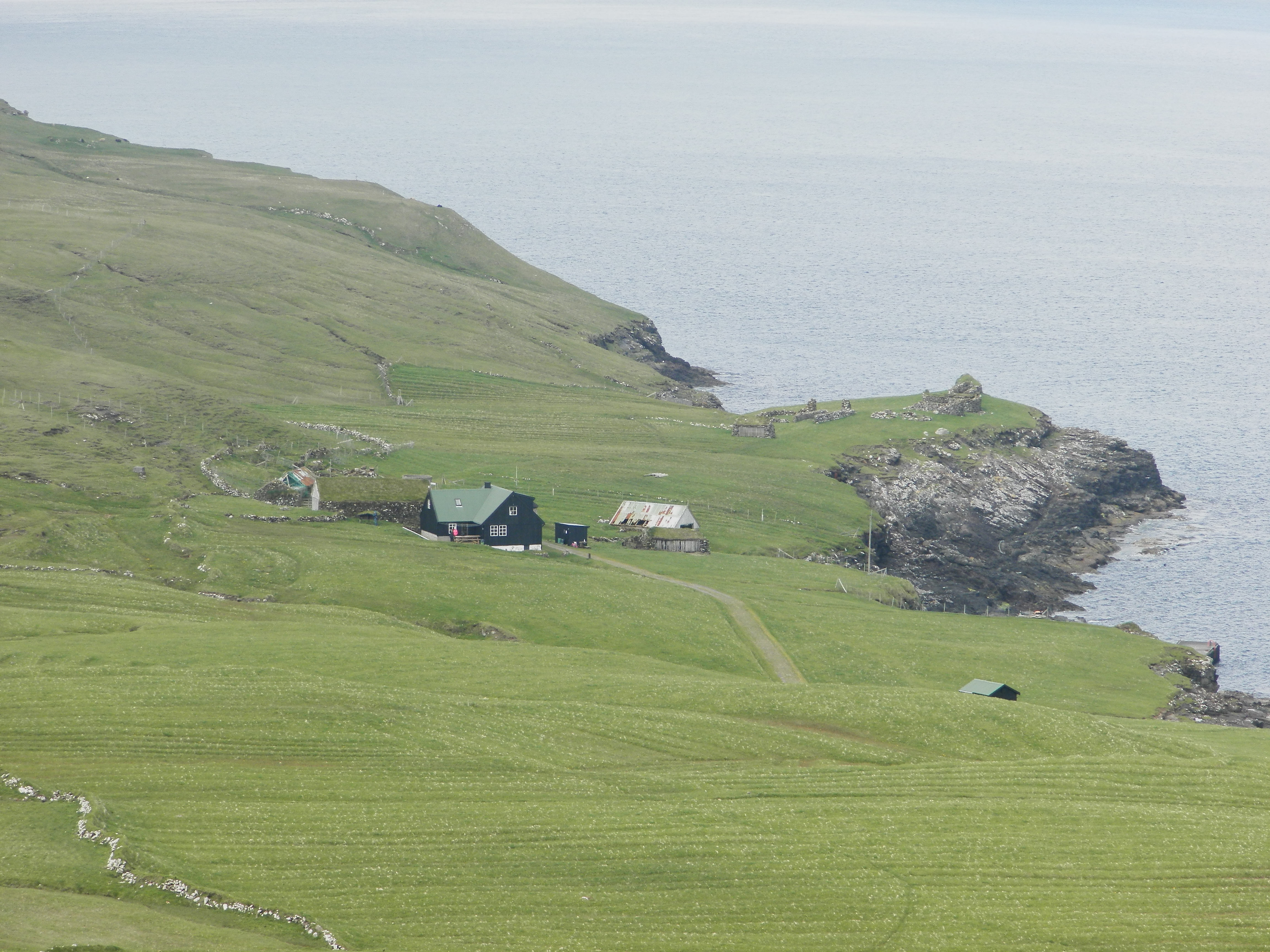
Вид на Норури-уй-Джери. На заднем плане видны торфяные склады

В старину здания на Кольтуре строились с использованием камня и дёрна в связи с отсутствием на острове леса и плавника. Лучше всего старинные постройки сохранились в Хайма-уй-Хуси. После реставрации, проведённой в конце XX — начале XXI века, здесь был открыт музей, где можно увидеть, как выглядело поселение на Кольтуре в начале XI века, в период «взятия земли». В Норури-уй-Джери древние постройки находятся в худшем состоянии. В настоящее время здесь расположен единственный на острове дом, пригодный для проживания. В 200 метрах к северу от Норури-уй-Джери, на мысе Грётхюстенджи (фар. Gróthústangi) находится несколько старинных каменных построек, использовавшихся в качестве складов торфа, который добывался сначала в Сирадалуре, на Стреймое, а позже — в Скопуне, на Сандое.
К началу XXI века Кольтур остался единственным местом на Фарерах, где сохранился древний метод возделывания земли (фар. teigalendi), заключающийся в делении пахотной земли на длинные тонкие параллельные полосы и постепенном пересыпании почвы с одной полосы на другую.
В разное время Кольтур посещали такие представители датского королевского дома, как Фредерик VII, Маргрете II и принц Хенрик. В январе 2022 года в честь пятидесятилетия со дня восшествия на престол королева Маргрете II получила в подарок от премьер-министра Фарерских островов и председателя лёгтинга 50 саженцев арктической ивы, которые планируется посадить на Кольтуре в 2024 году.

## Население
К 60-м годам XIX века население острова достигало исторического максимума — около 50 человек. В последующие годы население стало постепенно уменьшаться в связи с развитием на Фарерских островах рыбной промышленности. В 1960 году население острова составляло 12 человек. К 1980 году на острове осталось две семьи. Существует легенда о том, что эти семьи не общались друг с другом и не могли вспомнить причину размолвки. В начале 90-х годов с острова уехали последние обитатели и несколько лет на нём никто не жил, но во второй половине 90-х на остров переехала семья Патуссон, которая стала заниматься ведением хозяйства, реставрацией построек и подготовкой к открытию на острове музея.
| Год       | 1985 | 1986 | 1987 | 1988 | 1989 | 1991 | 1995 | 1997 | 2010 | 2011 | 2021 |
| --------- | ---- | ---- | ---- | ---- | ---- | ---- | ---- | ---- | ---- | ---- | ---- |
| Население | 6    | 5    | 4    | 5    | 4    | 1    | 0    | 2    | 5    | 1    | 0    |

## Транспорт
До острова можно добраться на вертолёте. Компания «Atlantic Airways» осуществляет рейсы круглый год, три раза в неделю (летом — четыре).